# Noord-Amerikaanse Vrijhandelsovereenkomst
De Noord-Amerikaanse Vrijhandelsovereenkomst, afgekort NAFTA (van de Engelse naam North American Free Trade Agreement), was een vrijhandelszone die Canada, de Verenigde Staten en Mexico omvat en trad op 1 januari 1994 in werking. NAFTA is per 1 juli 2020 vervangen door de US-Mexico-Canada Agreement (afgekort USMCA).

## Aanloop
Na lange onderhandelingen tekenden Brian Mulroney (Canada), George H.W. Bush (Verenigde Staten) en Carlos Salinas (Mexico) op 17 december 1992 een overeenkomst die zou leiden tot de oprichting van NAFTA. De parlementen van de drie landen moesten de overeenkomst nog wel ratificeren.
In Canada was de Amerikaans-Canadese Vrijhandelsovereenkomst, getekend in januari 1988, controversieel en onderwerp van hevige discussies. De NAFTA was hierop een vervolg en kreeg dan ook geen warm onthaal. De Canadese minister-president Jean Chrétien onderhandelde nog een aantal concessies en de overeenkomst werd geratificeerd. Bill Clinton was Bush opgevolgd en stuurde de overeenkomst, na aanpassingen op het gebied van het milieu en arbeidsomstandigheden, naar het Amerikaanse Congres. In november 1993 keurden beide kamers de overeenkomst goed en kon Clinton zijn handtekening plaatsen op 8 december 1993. Het vrijhandelsverdrag trad op 1 januari 1994 in werking.

## Doel
In tegenstelling tot bijvoorbeeld de Europese Unie heeft het verdrag geen supranationalistische bedoeling, maar is het eerder een internationaal verdrag. Door ondertekening verplichten de drie landen zich importtarieven te verlagen of zelfs af te schaffen (een tolunie), restricties op buitenlandse bezittingen en investeringen op te heffen en het intellectueel eigendomsrecht van producten uit de andere lidstaten te respecteren.
Op 1 januari 1994 verdwenen direct de importheffingen en tarieven op de helft van Mexicaanse producten naar de Verenigde Staten. Voor de Amerikaanse export naar Mexico was dit op een derde van de goederen van toepassing. De overige tarieven werden over een periode van 10 jaar afgeschaft, waarbij alleen voor de export van Amerikaanse landbouwproducten naar Mexico de termijn was opgerekt naar 15 jaar. Voor de handel tussen de Verenigde Staten en Canada waren de meeste tarieven al verdwenen.

## Tegenstand
De NAFTA stuitte op veel tegenstand. In de Verenigde Staten was men bang dat veel bedrijven hun vestigingen zouden verplaatsen naar Mexico vanwege de lagere lonen, waardoor veel Amerikanen vreesden voor een hoge werkloosheid. In Mexico was men bang dat Amerikaanse bedrijven de gehele Mexicaanse economie in handen zouden krijgen. Op de dag dat het verdrag in werking trad kwam in de zuidelijke Mexicaanse deelstaat Chiapas het andersglobalistische Zapatistisch Nationaal Bevrijdingsleger (EZLN) in opstand.
Een evaluatie maken van de NAFTA is lastig, omdat de economieën van de drie deelnemende landen door veel andere factoren beïnvloed zijn. In ieder geval is wel merkbaar dat de onderlinge handel tussen de landen is toegenomen. In Canada en Mexico ondervindt de NAFTA tegenwoordig nog de meeste weerstand. De New Democratic Party en David Orchard ijveren in Canada voor herziening of afschaffing van het verdrag, terwijl in Mexico de Partij van de Democratische Revolutie en Andrés Manuel López Obrador hetzelfde doen.
Na het toetreden tot de Noord-Amerikaanse Vrijhandelsovereenkomst daalde de werkloosheid in de Mexicaanse steden flink. De Amerikaanse automobiel- en andere industrie verplaatste fabrieken naar Mexico. Daar stond tegenover, dat door de import van goedkoop Amerikaans graan twee miljoen Mexicaanse boeren hun bedrijf moesten sluiten.

## US-Mexico-Canada Agreement
In zijn verkiezingscampagne zei Donald Trump dat NAFTA een ramp was voor de Verenigde Staten en hij beloofde te gaan onderhandelen over het 23 jaar oude vrijhandelsakkoord. De Verenigde Staten zette in op fundamentele aanpassingen, maar Canada en Mexico waren daar geen voorstander van. De onderhandelingen gingen op 16 augustus 2017 van start. De gesprekken verliepen zeer moeizaam mede door eenzijdig genomen importbeperkende maatregelen van de Verenigde Staten die tot tegenreacties hebben geleid.
Op 30 november 2018 tekenden Donald Trump, Justin Trudeau en Enrique Peña Nieto een nieuwe overeenkomst. Deze overeenkomst is het resultaat van langdurige en stroeve onderhandelingen over een verbeterde NAFTA. NAFTA gaat verder als USMCA, een afkorting voor US-Mexico-Canada Agreement. De nieuwe overeenkomst moest nog worden goedgekeurd door de parlementen van de drie betrokken landen maar per 1 april 2019 had nog niemand de overeenkomst geratificeerd. Op 10 december 2019 werd alsnog een aangepaste versie van het verdrag ondertekend, die door de drie partijen is geratificeerd: door de Mexicaanse Senaat op 12 december 2019, de VS op 29 januari 2020, en Canada op 13 maart 2020. Het verdrag trad op 1 juli 2020 in werking.

## Belangrijke gegevens

### Omvang economie
In de onderstaande tabel staan een aantal belangrijke gegevens van de drie lidstaten van de NAFTA. Opvallend zijn de grote verschillen in economische welvaart per hoofd van de bevolking tussen het welvarende duo Canada en de Verenigde Staten en Mexico. De gegevens hebben betrekking op het jaar 2023 en de bedragen luiden in Amerikaanse dollars:
| Staat            | Oppervlakte (× 1000 km2) | Inwoners (× miljoen) | BBP (US$ miljard) | BBP (in US$ per hoofd) | BBP (in PPP US$ per hoofd) |
| ---------------- | ------------------------ | -------------------- | ----------------- | ---------------------- | -------------------------- |
| Canada           | 9.984                    | 40                   | 2.142             | 53.607                 | 62.266                     |
| Mexico           | 1.964                    | 131                  | 1.788             | 13.641                 | 24.249                     |
| Verenigde Staten | 9.827                    | 335                  | 27.721            | 82.715                 | 82.715                     |
| NAFTA totaal     | 21.775                   | 506                  | 31.651            |                        |                            |

### Handel
De belangrijkste handelspartners van de Verenigde Staten zijn de Volksrepubliek China, Canada en Mexico. Deze drie hebben elk ongeveer een aandeel van 15% in de buitenlandse handel van het land. Voor Mexico en Canada zijn de Verenigde Staten een veel belangrijker markt. Zo’n 80% van de Mexicaanse export gaat naar de Verenigde Staten en voor Canada is dit 75%.
Door NAFTA namen vooral de handelsstromen tussen de Verenigde Staten en Mexico sterk toe. In 1993 was de totale handel, de som van importen en exporten, tussen de twee landen 80 miljard dollar en de Amerikanen realiseerden een klein overschot van 1,5 miljard dollar. In 2000, zes jaar na de start van NAFTA, was de handel verdrievoudigd tot 240 miljard dollar en realiseerde Mexico een handelsoverschot van 25 miljard dollar. In 2015 was de totale handel en het handelsoverschot weer verdubbeld ten opzichte van het jaar 2000. De Verenigde Staten had in 2015 met beide NAFTA partners een handelstekort, maar deze zijn relatief klein in vergelijking tot het handelstekort van 365 miljard dollar met China.
De directe handel tussen Mexico en Canada is bescheiden. De im- en export schommelt rond de 10 miljard dollar op jaarbasis.